# Карол Якубович
Ка̀рол Якубо̀вич (на полски: Karol Jakubowicz) е полски медиен експерт, специалист в областта на обществените медии в Европа, политолог и журналист. Има голям принос за изграждане на медийното законодателство в Полша и редица други бивши комунистически страни в Централна и Източна Европа.

## Биография

### Образование и научна дейност
През 1964 г. Якубовски завършва Факултета по съвременни езици във Варшавския университет. Работи в Катедрата по социология в същия университет (1965 – 1968 г.), в Полското радио (1970 – 1979) и като изследовател на общественото мнение за радиото и телевизията (1979 – 1990 г.). През 1989 г. получава докторска степен по Социология на масовите комуникации.
Преподава във Варшавския университет, а също като гост-професор в университети в Дортмунд, Амстердам, Виена и други. Автор на анализи в областта на обществените медии в Европа и бъдещето на медиите в цифровото общество.

### Експертна дейност
След защитата на докторска степен, Карол Якубович работи като съветник в полския медиен регулатор Национален съвет за радио и телевизия, а също като член и председател на Надзорния съвет на Полската телевизия. През 1998 г. става директор на отдела за анализ и стратегическо планиране на Полската телевизия, а по-късно ръководи департамента за стратегии и анализ на Националния съвет за радио и телевизия.
Карол Якубович заема редица ръководни позиции в международни организации в областта на медиите и информационното общество. Активно участва в дейността на Съвета на Европа, ЮНЕСКО, Европейския съюз за радио и телевизия и ОССЕ. Има водеща роля при изготвянето на препоръките на Съвета на Европа в областта на обществените медии.
Участва в мисии за прилагане на демократичните стандарти на Съвета на Европа и развитие на медийното законодателство в Албания, Армения, Азербайджан, Босна и Херцеговина, Хърватия, Косово, Литва, Македония, Молдова, Черна гора, Русия, Сърбия, Украйна, Италия и други. В качеството си на експерт взима отношение и по български законопроекти.
През 2011 г. президентът на Полша Бронислав Коморовски награждава Карол Якубович с Кавалерски Кръст на Ордена на възродена Полша.